# Krasnolist krzywodzióbek
Krasnolist krzywodzióbek (Bryoerythrophyllum recurvirostrum (Hedw.) P.C. Chen) – gatunek mchu należący do rodziny płoniwowatych (Pottiaceae Schimp.).

## Rozmieszczenie geograficzne
Występuje w Ameryce Północnej (Grenlandia, Kanada, Stany Zjednoczone, Meksyk), Ameryce Centralnej, na północy Ameryki Południowej, w Europie, Azji, Afryce, Nowej Zelandii i Australii. Powszechny na terenie Brytanii i Irlandii. W Polsce podawany np. z województwa śląskiego, pasma Gorców i Bieszczadów.

## Morfologia
GametofitFormuje dosyć duże, luźne i miękkie darnie, do 5 cm wysokości. Łodyżki często krótkie, ale dorastają do 2 cm długości u okazów sterylnych. Listki łodyżkowe wąskie, rozpostarte, proste lub odgięte, górne jasnozielone, często kontrastujące z dolnymi rdzawo czerwonymi, ale mogą być też wszystkie zielone. Listki podłużnie lancetowate, sporadycznie owalne, zwężające się od szerszej podstawy do ostrego wierzchołka, ale z widoczną zmianą zwężenia w pobliżu wierzchołka. Listki przeważnie długości 1,5–3,5 mm do 4 mm. Brzegi blaszki zawinięte w dolnych 3/4 listka lub aż do wierzchołka, blaszka całobrzega lub z kilkoma ząbkami przy wierzchołku, wierzchołek zaostrzony do szeroko zaostrzonego. Żebro pojedyncze, kończy się wraz ze szczytem listka lub 1–4 komórki przed nim.
SporofitPuszka osadzona na czerwonej secie, cylindryczna, o długości 0,8–2,2 mm, wieczko 0,3–1 mm. Perystom o 16 gładkich zębach długości 100–220 µm. Zarodniki o średnicy 14–17 µm.

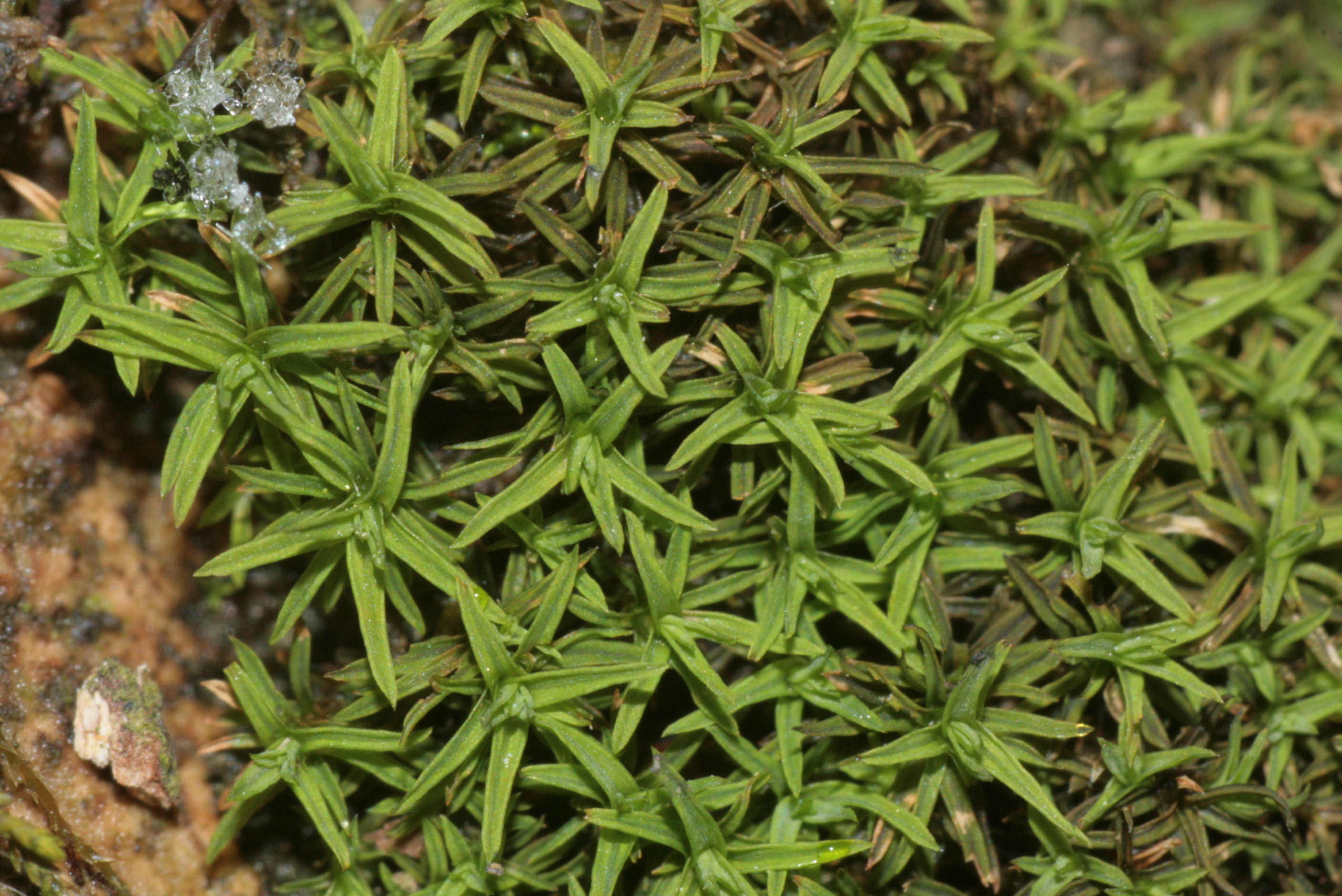
Łodyżki
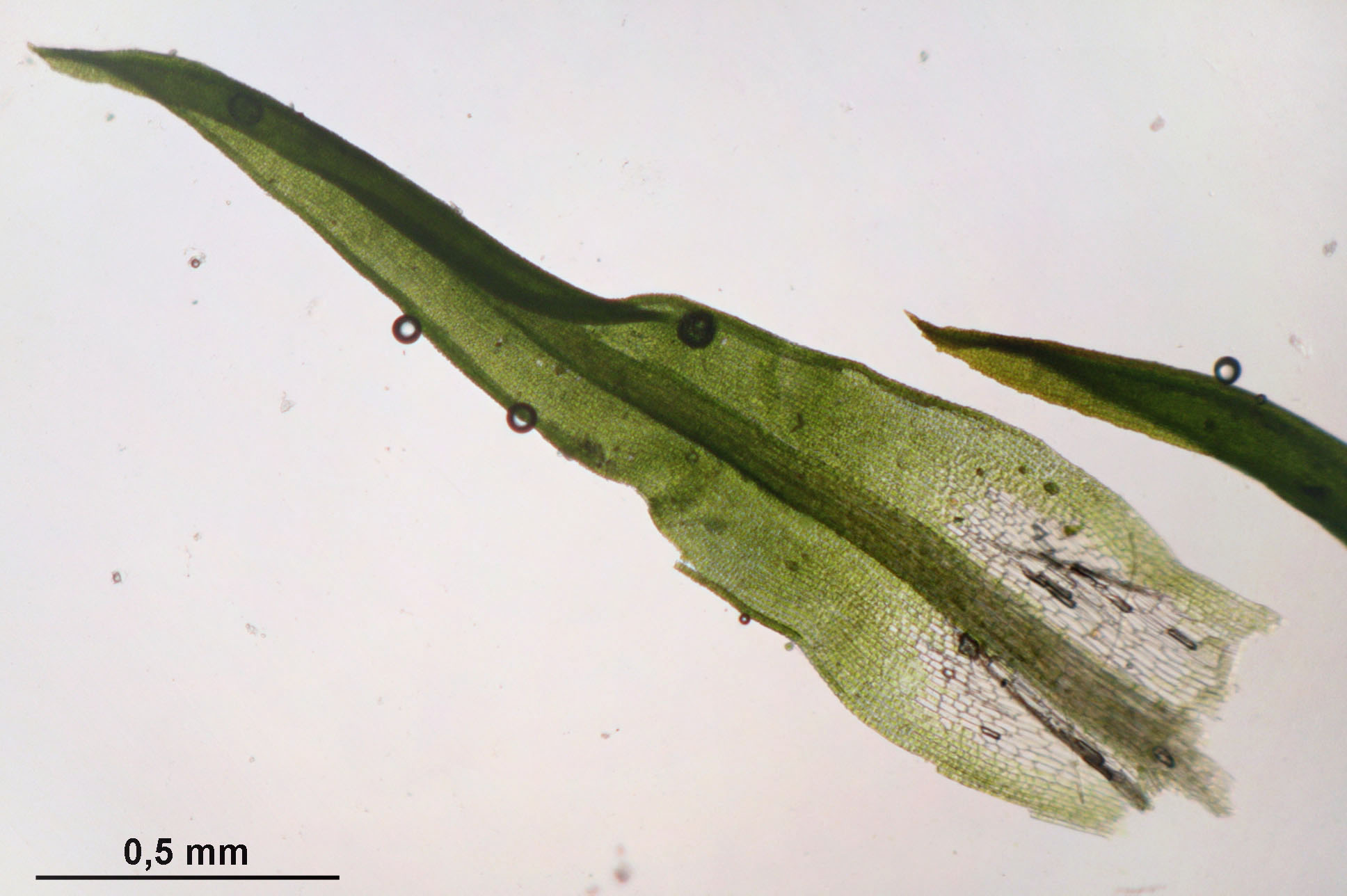
Listki
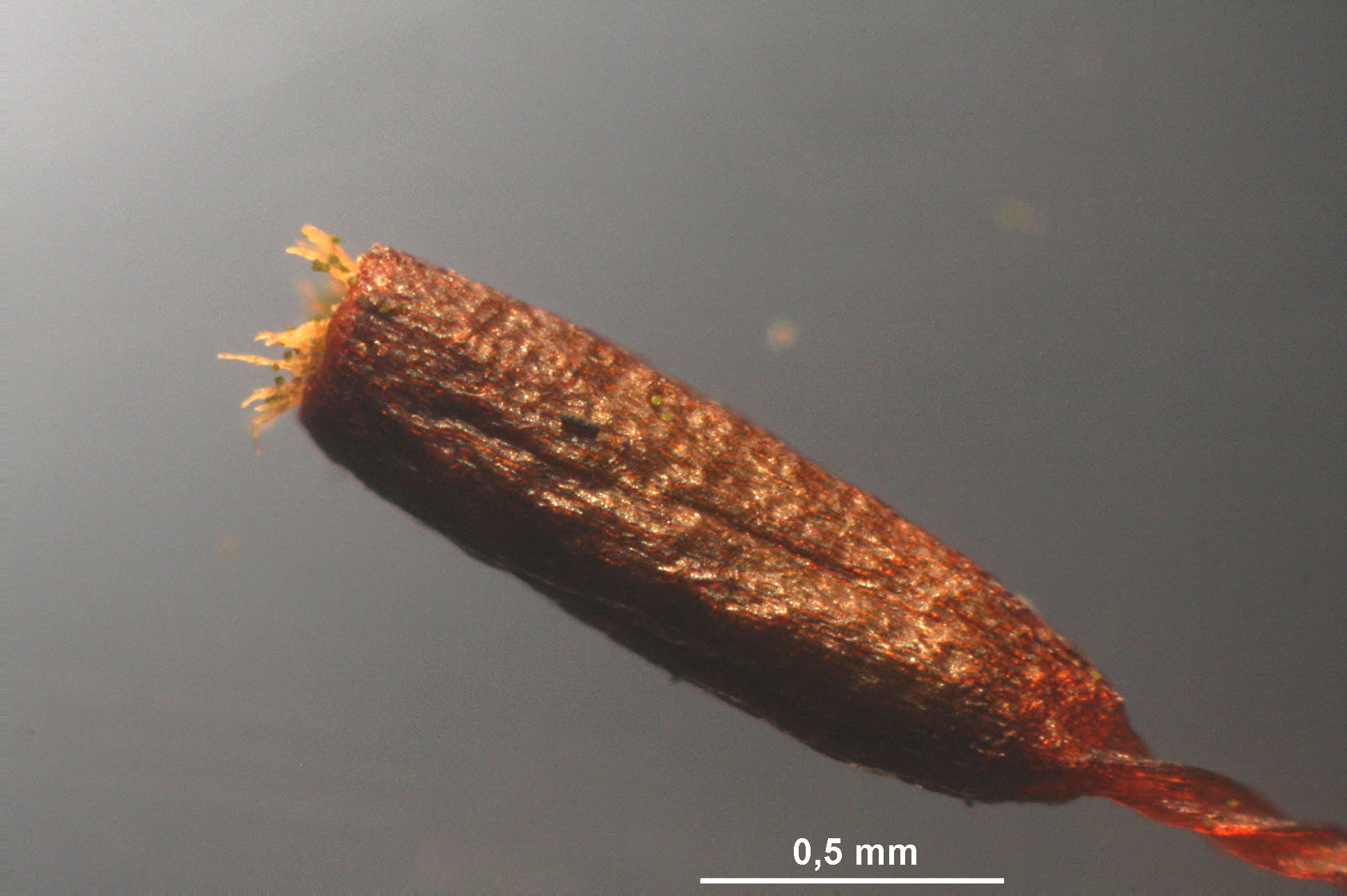
Puszka
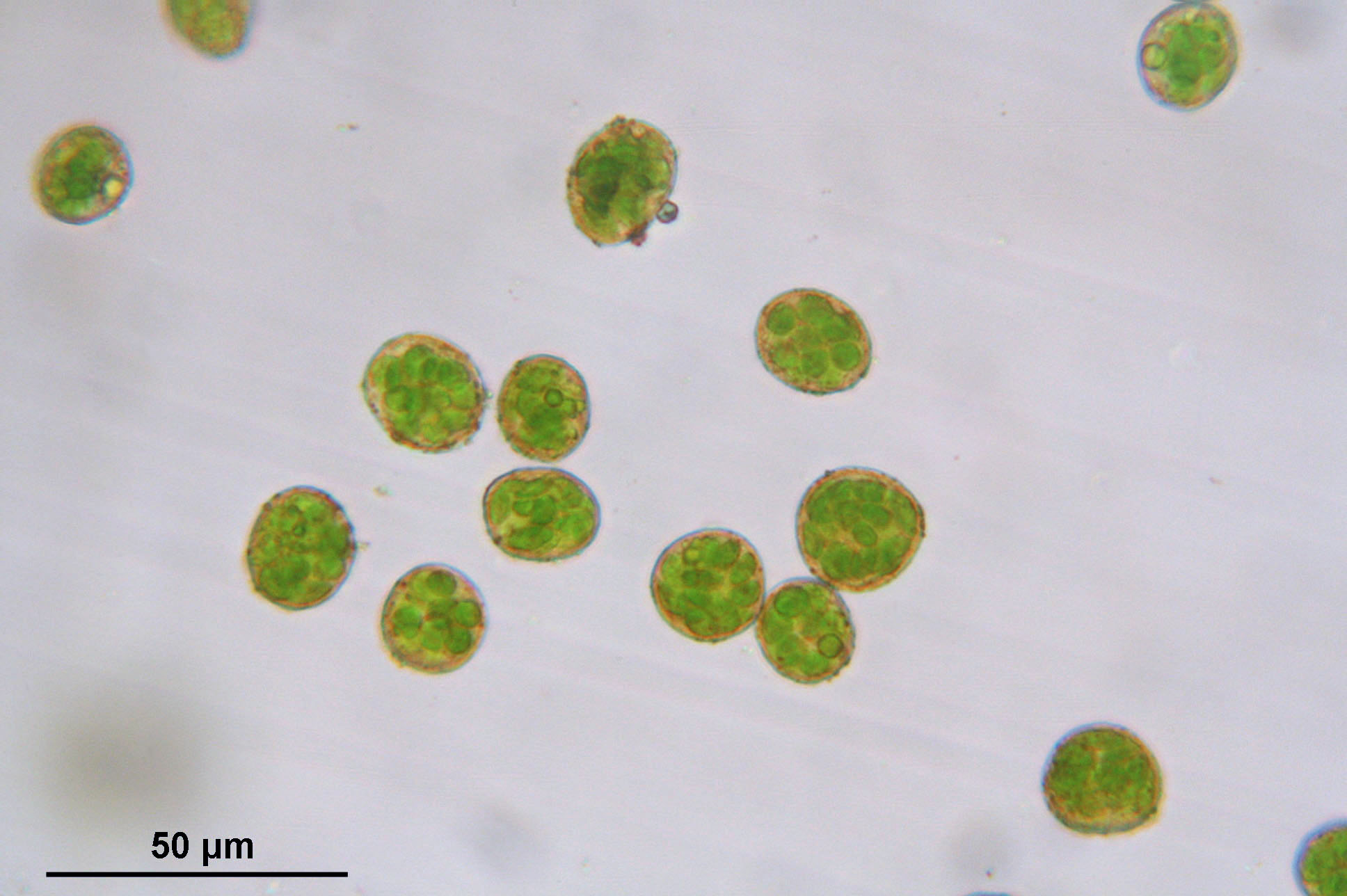
Zarodniki

Gatunki podobneParoząb mylny Didymodon fallax może być bardzo podobny, ale dolne partie jego pędów nie są czerwonobrązowe, a listki zwężają się stopniowo i stale. Rzadszy krasnolist rdzawy B. ferruginascens jest zwykle cały czerwonawy i ma krótsze listki, które zwężają się stopniowo do zaostrzonego wierzchołka, bez charakterystycznej zmiany zwężenia. Nagosz rdzawy Gymnostomum aeruginosum może być podobny, ale jest mniejszy (listki około 1,5 mm długości) i formuje raczej poduszki niż darnie.

## Biologia i ekologia
Gatunek kilkuletni, jednopienny. Puszki z zarodnikami dojrzewają od lata do jesieni (czerwiec – wrzesień). W Brytanii sporogony często występują, wytwarzane są także w Polsce.
Gatunek cienioznośny, mezofilny, słabo kalcyfilny. Rośnie na glebie, humusie naskalnym i skałach (wapień, dolomit, gips, krzemionka), korze drzew, kamieniach i betonowych murkach i słupach. Występuje na osłoniętych, lekko zacienionych miejscach, sporadycznie spotykany na pniach i korzeniach drzew w strefach zalewowych strumieni i rzek. Rośnie w tundrze, na łąkach górskich, urwiskach, obszarach zalesionych i podmokłych, w zbiorowiskach przypotokowych na obrzeżach strumieni i jezior oraz w zbiorowiskach ruderalnych. Występuje na wysokościach 20–3800 m n.p.m., w Gorcach do 1280 m n.p.m.

## Systematyka i nazewnictwo
Synonimy: Barbula glabriuscula Müll. Hal., Barbula oenea Müll. Hal. & Kindb., Barbula rhaetica J.J. Amann, Barbula rigens Cardot & Thér., Barbula turneri Brid., Didymodon anomodon Bals.-Criv. & De Not., Didymodon baden-powellii Kindb., Didymodon canadensis Kindb., Didymodon debatii Husn., Didymodon erubescens Mitt., Didymodon filicaulis Cardot, Didymodon oenodes Müll. Hal. & Kindb., Didymodon recurvirostris (Hedw.) Jenn., Didymodon submicrostomus Dixon, Didymodon subruber Kindb., Grimmia berliniana Schultz, Mollia laxula Stirt., Trichostomum curvithecium R. Br. bis, Trichostomum subrubellum Müll. Hal., Weissia recurvirostris Hedw.
Wyróżnianych było szereg podgatunków i odmian w obrębie tego gatunku, część została uznana za jego synonimy. Taksony niższego rzędu akceptowane przez „The Plant List” (TPL zastrzega, że lista może być niepełna):
- Bryoerythrophyllum recurvirostrum var. aeneum (Müll. Hal.) R.H. Zander
- Bryoerythrophyllum recurvirostrum subsp. alpigenum (Vent.) Giacom.
- Bryoerythrophyllum recurvirostrum var. brevifolium (Lindb. & Arnell) Podp.
- Bryoerythrophyllum recurvirostrum var. crassinervum (Herzog) Podp.

## Zagrożenia
Gatunek został wpisany w 2011 r. na czerwoną listę mchów województwa śląskiego z kategorią zagrożenia „LC” (najmniejszej troski). W Czechach w 2005 r. również nadano mu kategorię „LC”.
Stanowiska tego gatunku występują na obszarach chronionych Gorczańskiego Parku Narodowego oraz Bieszczadzkiego Parku Narodowego.